# 加瀬邦彦
加瀬 邦彦（かせ くにひこ、1941年3月6日 - 2015年4月20日）は、日本の作曲家、音楽プロデューサー。

## 経歴・人物
東京府（現東京都）生まれ。幼稚舎から慶應義塾に通う。
1957年11月、慶應義塾高等学校1年生の時、東京都から神奈川県茅ヶ崎市に転居したが、これが縁で同年12月23日にアメフト部の先輩の紹介により俳優・上原謙のクリスマス・パーティーに誘われ、当時、慶應義塾大学2年生だった加山雄三に出会い、音楽面のみならず、プライベートでも親交を深めるようになる。
慶應義塾大学法学部政治学科在学中の1961年に、初めてのバンド「ザ・トップビーツ」を結成する。その後、ホリプロに所属し、清野太郎、かまやつひろしらとバンド「キャノンボール」を結成。1963年には事務所の指示により、かまやつと共にザ・スパイダースに加入するも、寺内タケシの誘いで約3か月後に脱退し、寺内タケシとブルージーンズに加入した。
1966年、ビートルズの来日公演で、既に寺内が病気で脱退し加瀬がリーダーを務めていたブルージーンズが前座を務めることになったが、警備上の措置として、前座のバンドは演奏終了後、楽屋に監禁され、ビートルズを見ることや演奏を聴くことが出来ない状態になっていたため、客席からビートルズを見たかった加瀬はブルージーンズを脱退した。
所属していたホリプロはそれでも、加瀬を引きとめ給料を支払い続けていたが、「タダで給料をもらうのも申し訳ない」と同年7月に、加山が名付け親となるザ・ワイルドワンズを結成、渡辺プロダクションに移籍する。得意の12弦ギター（ヤマハ特注）は、ワイルドワンズ・サウンドの要となる。解散後は、作曲家としてだけでなく、沢田研二の音楽プロデューサーとなり、全盛期の沢田を支えた。
1981年1月、日本劇場取り壊しに伴う最後の日劇ウエスタンカーニバルにザ・ワイルドワンズ（加瀬、鳥塚繁樹、島英二、植田芳暁、渡辺茂樹）のメンバー5名が集結して出演したことを契機として、ザ・ワイルドワンズの再結成話が持ち上がり、仕事の都合で参加を辞退した渡辺を除くメンバー（加瀬、鳥塚、島、植田）4名でザ・ワイルドワンズを再結成した。一時期、渡辺と共にタイガース・メモリアル・クラブバンドにも在籍した。
“ケネディハウス銀座”のオーナーや、加山雄三&ハイパーランチャーズの音楽プロデューサーとしても活躍した。
1994年に食道癌の手術をしたことを著書で明かしていた。2014年には下咽頭癌を発症し、手術後は自宅療養していた。
2012年4月21日、ももいろクローバーZの横浜アリーナでのライブ公演『ももクロ春の一大事2012 〜横浜アリーナ まさかの2DAYS〜』の1日目に百田夏菜子 with ザ・ワイルドワンズとして参加。加瀬が百田のためのソロ曲として作詞・作曲した「渚のラララ」を披露した。
2015年4月20日午後9時、自宅にて自殺を図り、死亡した。74歳没。呼吸用のチューブが塞がれた状態で発見された。通夜は同月27日に葬儀委員長をザ・ワイルドワンズのメンバーが務め護国寺で営まれ、音楽仲間の寺内タケシ、高木ブー、中村あゆみ、モト冬樹、エド山口、江木俊夫らが参列した。翌28日葬儀・告別式が営まれ、岸部一徳、森本太郎、瞳みのる、つのだ☆ひろなど関係者300人が参列。仕事の都合で葬儀に参列できなかった加山は音声メッセージで加瀬を哀悼した。戒名は常樂院悠照清邦居士。同年、第57回日本レコード大賞・特別功労賞が贈られた。

## 逸話
日本のエレキ・バンドが日本語の歌詞で歌ったものとしては草分け的存在であるオリジナル楽曲「ユア・ベイビー」は、加瀬がブルージーンズ時代に作曲してシングルでも発売されたが、ワイルドワンズ時代においても新たにレコーディングし、「想い出の渚」と共に両A面扱いで発売された。

## 主な作曲作品
- 1966年 『想い出の渚』（作詞：鳥塚繁樹、歌：ザ・ワイルドワンズ）
- 1967年 『夕陽と共に』（作詞・歌：ザ・ワイルドワンズ）
- 1967年 『青空のある限り』(作詞：安井かずみ、歌：ザ・ワイルドワンズ）
- 1968年 『愛するアニタ』(作詞：山上路夫、歌：ザ・ワイルドワンズ）
- 1968年 『バラの恋人』（作詞：安井かずみ、歌：ザ・ワイルドワンズ）
- 1968年 『花のヤングタウン』（作詞：島田陽子、歌：ザ・ワイルドワンズ）
- 1968年 『青い果実』（作詞：山上路夫、歌：ザ・ワイルドワンズ）
- 1968年 『シー・シー・シー』（作詞：安井かずみ、歌：ザ・タイガース）
- 1969年 『あの頃』（作詞：安井かずみ、歌：ザ・ワイルドワンズ）
- 1969年 『赤い靴のマリア』（作詞：山口あかり、歌：ザ・ワイルドワンズ）
- 1972年 『許されない愛』（作詞：山上路夫、歌：沢田研二）
- 1972年 『ゴジラのお嫁さん』（作詞：もず唱平、歌：子門真人）[1]
- 1973年 『情熱の砂漠』（作詞：山上路夫、歌：ザ・ピーナッツ、陳和美らもカバー）
- 1973年 『指輪のあとに』（作詞：安井かずみ、歌：ザ・ピーナッツ）
- 1973年 『マンジョキロックンロール』（作詞：内田裕也、歌：内田裕也と1815ロックンロールバンド）
- 1973年 『あなたへの愛』（作詞：安井かずみ、歌：沢田研二）
- 1973年 『危険なふたり』（作詞：安井かずみ、歌：沢田研二）
- 1973年 『甘い十字架』（作詞：安井かずみ、歌：布施明）
- 1973年 『胸いっぱいの悲しみ』（作詞：安井かずみ、歌：沢田研二）
- 1974年 『恋は邪魔もの』（作詞：安井かずみ、歌：沢田研二）
- 1974年 『追憶』(作詞：安井かずみ、歌：沢田研二）
- 1974年 『冬の駅』（作詞：なかにし礼、歌：小柳ルミ子）
- 1974年 『黄昏の街』（作詞：林春生、歌：小柳ルミ子）
- 1975年 『白い部屋（作詞：山上路夫、歌：沢田研二）
- 1976年 『ウィンクでさよなら』（作詞：荒井由実、歌：沢田研二）
- 1976年 『雨の坂道で』（作詞：安井かずみ、歌：アグネス・チャン）
- 1977年 『お元気ですか』（作詞：松本隆、歌：アグネス・チャン）
- 1977年 『いつまでも変わらずに』（作詞：喜多條忠、歌：アグネス・チャン）
- 1977年 『もう貝殻は拾わない』（作詞：喜多條忠、歌：アグネス・チャン）
- 1977年 『もう振り向いたりしない』（作詞：松本隆、歌：アグネス・チャン）
- 1977年 『心に翼を下さい』（作詞：松本隆、歌：アグネス・チャン）
- 1977年 『愛のパントマイム』（作詞：松本隆、歌：アグネス・チャン）
- 1977年 『ハロー・サンシャイン』（作詞：三浦徳子、歌：アグネス・チャン）
- 1977年 『似たものどうし』（作詞：山川啓介、歌：アグネス・チャン）
- 1977年 『鉛筆で書いたラブ・レター』（作詞：松本隆、歌：アグネス・チャン）
- 1978年 『女はそれを我慢できない』（作詞：加瀬邦彦、歌：アンルイス）
- 1979年 『ベイビー・アイ・メイク・ア・モーション』（作詞：岩沢律、歌：レイジー）
- 1980年 『TOKIO』（作詞：糸井重里、歌：沢田研二）
- 1980年 『恋のバッド・チューニング』（作詞：糸井重里、歌：沢田研二）
- 1980年 『夢みるマイ・ボーイ』（作詞：岡田冨美子、歌：榊原郁恵）
- 1981年 『めざめてキス・ミー』（作詞：竜真知子、歌:甲斐智枝美）
- 1981年 『幻の少女』（作詞：森雪之丞、歌：スラップスティック）
- 1981年 『ピンクの部屋で恋をしないか？』（作詞：森雪之丞、歌：スラップスティック）
- 1981年 『ハートでノックダウン』（作詞：森雪之丞、歌：スラップスティック）
- 1981年 『愛しのジェニファー』（作詞：森雪之丞、歌：スラップスティック）
- 1981年 『愛の逃亡者』（作詞：森雪之丞、歌：スラップスティック）
- 1983年 『ホタテのロックン・ロール』（作詞：内田裕也、歌：安岡力也）
- 1984年 『超電子バイオマン』（作詞：康珍化、歌:宮内タカユキ）
- 1985年 『ハート燃えて愛になれ」（作詞：秋元康、歌：ザ・ワイルドワンズ／「私鉄沿線97分署」2シーズン主題歌）
- 1987年 『きわどい季節』（作詞：阿久悠、歌：沢田研二）
- 2010年 『渚でシャララ』（作詞：三浦徳子、歌：ジュリーwithザ・ワイルドワンズ）
- 2012年 『渚のラララ』〔作詞・作曲：加瀬邦彦、歌：百田夏菜子 with ザ・ワイルドワンズ）

## 活動歴
- 1964年 『ユア・ベイビー』（ブルージーンズ時代に作曲）後に、ワイルドワンズ時代多数作曲。
- 1974年 『天使なんていない』（西郷輝彦、作曲）
- 1976年 『THE DAY BEFORE TOMORROW』自身のソロ・アルバム（世界各国の7人の歌手が歌唱）
- 1979年 『ベイビー・アイ・メイク・ア・モーション』（レイジー、作曲）
- 1981年 『青空オンリー・ユー』（ひかる一平、作曲）
- 1981年 『アップルパップルプリンセス』（竹内まりや、作曲）
- 1984年 「超電子バイオマン」OP曲『超電子バイオマン』ED曲『バイオミック・ソルジャー』（挿入歌も数曲）作曲。
- 1984年 『不思議 Tokyo シンデレラ』セイントフォー、作曲。
- 1988年 『懐かしきラブ・ソング』タイガース・メモリアル・クラブ・バンド、作曲
- 1990年 『君よ女神のままに』タイガース・メモリアル・クラブ・バンド、作曲
- 1990年 『未来への花束』タイガース・メモリアル・クラブ・バンド、作曲
  - その他、ザ・タイガース、ザ・ピーナッツ、ZOOなどにも楽曲を提供している。

## 著書
- 「ビートルズのおかげです」 ― ザ・ワイルド・ワンズ風雲録 あの頃の音楽シーンが僕たちのスタイルを生んだ （枻出版社） 2001年 ISBN 978-4870995536